# Колдершток
Колдершто́к — специальное приспособление, делавшее значительно легче поворот руля на корабле. Использовался до появления штурвала.
Колдершток представляет собой рычаг, расположенный вертикально, и соединённый с концом румпеля. Длинный конец рычага держал в руках рулевой, короткая часть рычага крепится к румпелю. Наклон колдерштока приводит к повороту руля.